# East Tawakoni
East Tawakoni è una città degli Stati Uniti d'America, situata nello Stato del Texas, nella Contea di Rains.